# Pauline Parmentier
Pauline Parmentier (ur. 31 stycznia 1986 w Cucq) – francuska tenisistka, zwyciężczyni czterech turniejów WTA w grze pojedynczej.

## Kariera tenisowa
Karierę profesjonalną rozpoczęła w 2005 roku. W rankingu singlowym najwyższe w karierze – 40. miejsce osiągnęła w lipcu 2008 roku, natomiast w klasyfikacji deblowej najwyżej sklasyfikowana była w kwietniu 2012 roku na pozycji numer 89.
W 2020 roku poinformowała o zakończeniu kariery zawodowej.

## Historia występów wielkoszlemowych
Legenda
     W, wygrany turniej
     F, przegrana w finale
     SF, przegrana w półfinale
     QF, przegrana w ćwierćfinale
     xR, przegrana w x rundzie
     Qx, przegrana w x rundzie kwalifikacji
      A, brak startu
     NH, turniej nie odbył się

### Występy w grze pojedynczej
| Australian Open        | A   | A   | A   | Q2  | A  | 2R | A   | 1R  | 1R | 2R | 1R  | 1R | 1R  | Q1 | 2R | 1R | 1R  | 1R  | 0 / 11 | 3 – 11  |  |  |  |  |  |  |
| French Open            | A   | Q2  | 1R  | 1R  | 2R | 1R | 1R  | 1R  | 2R | 1R | 1R  | 4R | 1R  | 3R | 2R | 3R | 1R  | 1R  | 0 / 16 | 10 – 16 |  |  |  |  |  |  |
| Wimbledon              | A   | A   | A   | Q1  | A  | 2R | 2R  | 1R  | 2R | 1R | 1R  | Q1 | 1R  | 1R | 1R | 1R | 2R  | NH  | 0 / 11 | 4 – 11  |  |  |  |  |  |  |
| US Open                | A   | A   | 2R  | Q2  | 2R | 2R | Q3  | 2R  | 2R | 3R | Q2  | 1R | Q1  | 1R | 1R | 1R | 1R  | A   | 0 / 11 | 7 – 11  |  |  |  |  |  |  |
|                        |     |     |     |     |    |    |     |     |    |    |     |    |     |    |    |    |     |     |        |         |  |  |  |  |  |  |
| Ranking na koniec roku | 493 | 261 | 207 | 197 | 59 | 62 | 109 | 102 | 74 | 66 | 225 | 79 | 116 | 73 | 91 | 54 | 122 | 172 | 0 / 49 | 24 – 49 |  |  |  |  |  |  |

### Występy w grze podwójnej
| Australian Open        | A   | A   | A   | A   | A   | 1R  | A   | A   | A   | 1R  | 2R  | A   | 1R  | A   | 2R  | 1R  | 1R  | A   | 0 / 7  | 2 – 7   |  |  |  |  |  |  |  |
| French Open            | A   | 1R  | 1R  | 1R  | 1R  | 2R  | 2R  | 1R  | 2R  | 1R  | 2R  | 3R  | 1R  | 2R  | 2R  | 1R  | 1R  | 1R  | 0 / 17 | 8 – 17  |  |  |  |  |  |  |  |
| Wimbledon              | A   | A   | A   | A   | A   | 2R  | 1R  | A   | 1R  | 1R  | 2R  | 1R  | A   | A   | A   | A   | 1R  | NH  | 0 / 7  | 2 – 7   |  |  |  |  |  |  |  |
| US Open                | A   | A   | A   | A   | A   | 1R  | A   | A   | 1R  | 1R  | A   | 2R  | A   | 1R  | A   | 1R  | A   | A   | 0 / 6  | 1 – 6   |  |  |  |  |  |  |  |
|                        |     |     |     |     |     |     |     |     |     |     |     |     |     |     |     |     |     |     |        |         |  |  |  |  |  |  |  |
| Ranking na koniec roku | 733 | 356 | 369 | 657 | 424 | 172 | 192 | 587 | 124 | 210 | 112 | 129 | 295 | 364 | 262 | 384 | 832 | 973 | 0 / 37 | 13 – 37 |  |  |  |  |  |  |  |

### Występy w grze mieszanej
| Australian Open | A | A | A | A  | A | A  | A  | A  | A | A  | A | A | A | A  | 1R | A  | A  | A  | 0 / 1  | 0 – 1  |  |  |  |  |  |  |  |
| French Open     | A | A | A | 1R | A | 1R | 2R | 1R | A | 1R | A | A | A | 1R | 2R | 1R | 1R | NH | 0 / 9  | 2 – 9  |  |  |  |  |  |  |  |
| Wimbledon       | A | A | A | A  | A | A  | A  | A  | A | A  | A | A | A | A  | A  | A  | A  | NH | 0 / 0  | 0 – 0  |  |  |  |  |  |  |  |
| US Open         | A | A | A | A  | A | A  | A  | A  | A | A  | A | A | A | A  | A  | A  | A  | NH | 0 / 0  | 0 – 0  |  |  |  |  |  |  |  |
|                 |   |   |   |    |   |    |    |    |   |    |   |   |   |    |    |    |    |    |        |        |  |  |  |  |  |  |  |
|                 |   |   |   |    |   |    |    |    |   |    |   |   |   |    |    |    |    |    | 0 / 10 | 2 – 10 |  |  |  |  |  |  |  |

## Finały turniejów WTA
| Legenda                     | Legenda |
| --------------------------- | ------- |
| Wielki Szlem                |         |
| Igrzyska olimpijskie        |         |
| WTA Tour Championships      |         |
| 1988 – 2008                 |         |
| Kategoria I                 |         |
| Kategoria II                |         |
| Kategoria III               |         |
| Kategoria IV                |         |
| Kategoria V                 |         |
| 2009 – 2020                 |         |
| WTA Premier Mandatory       |         |
| WTA Premier 5               |         |
| WTA Premier                 |         |
| WTA International Series    |         |
| WTA 125K series (2012–2020) |         |

### Gra pojedyncza 4 (4–0)
| Końcowy wynik | Nr | Data                | Turniej     | Nawierzchnia    | Przeciwniczka      | Wynik finału  |
| ------------- | -- | ------------------- | ----------- | --------------- | ------------------ | ------------- |
| Zwyciężczyni  | 1. | 7 października 2007 | Taszkent    | Twarda          | Wiktoryja Azaranka | 7:5, 6:2      |
| Zwyciężczyni  | 2. | 20 lipca 2008       | Bad Gastein | Ceglana         | Lucie Hradecká     | 6:4, 6:4      |
| Zwyciężczyni  | 3. | 29 kwietnia 2018    | Stambuł     | Ceglana         | Polona Hercog      | 6:4, 3:6, 6:3 |
| Zwyciężczyni  | 4. | 16 września 2018    | Québec      | Dywanowa (hala) | Jessica Pegula     | 7:5, 6:2      |

### Gra podwójna 1 (0–1)
| Końcowy wynik | Nr | Data             | Turniej | Nawierzchnia | Partnerka    | Przeciwniczki                  | Wynik finału |
| ------------- | -- | ---------------- | ------- | ------------ | ------------ | ------------------------------ | ------------ |
| Finalistka    | 1. | 27 sierpnia 2011 | Dallas  | Twarda       | Alizé Cornet | Alberta Brianti Sorana Cîrstea | 5:7, 3:6     |

## Finały turniejów WTA 125K series

### Gra podwójna 1 (0–1)
| Końcowy wynik | Nr | Data              | Turniej | Nawierzchnia  | Partnerka    | Przeciwniczki                     | Wynik finału |
| ------------- | -- | ----------------- | ------- | ------------- | ------------ | --------------------------------- | ------------ |
| Finalistka    | 2. | 12 listopada 2017 | Limoges | Twarda (hala) | Chloé Paquet | Walerija Sawinych Maryna Zanewśka | 0:6, 2:6     |